# Brzyskorzystewko
Brzyskorzystewko – osada w Polsce położona w województwie kujawsko-pomorskim, w powiecie żnińskim, w gminie Żnin. Leży w odległości 5,5 km na północ od Żnina, po zachodniej stronie drogi krajowej nr 5, na krawędzi rynny jezior żnińskich. Jest to duże osiedle mieszkaniowe pracowników Pałuckiej Hodowli Roślin.
Wieś szlachecka, położona była w XVII wieku w powiecie kcyńskim województwa kaliskiego.

## Demografia
W latach 1975–1998 miejscowość administracyjnie należała do województwa bydgoskiego. Według Narodowego Spisu Powszechnego (III 2011 r.) liczyła 714 mieszkańców. Jest drugą co do wielkości miejscowością gminy Żnin.

## Zabytki
Według rejestru zabytków NID na listę zabytków wpisany jest zespół dworski z 2. połowy XIX w., nr rej.: A/252/1-2 z 23.04.1991:
- dwór, około 1873 r.
- park, 1873 r.

Późnoklasycystyczny parterowy dwór ma boczne skrzydła nierównej wielkości i taras od strony ogrodowej. Od północy przylega doń park, rozplanowany na stoku doliny Rawki (lewego dopływu Gąsawki), z fontanną i pomnikowymi drzewami. Obecnie w pałacu znajdują się biura zajmowane przez spółkę Brzysko-Rol.

## Sport
W Brzyskorzystewku funkcjonuje klub piłkarski – Brzysko-Rol Brzyskorzystewko.